# Dalibor Škorić
Dalibor Škorić (in serbo Далибор Шкорић?; Tenin, 9 settembre 1971) è un ex calciatore serbo, di ruolo centrocampista.

## Palmarès

### Club

#### Competizioni nazionali
- Campionato serbo-montenegrino: 2

Partizan: 1993-1994
Stella Rossa: 1999-2000
- Coppa di Serbia e Montenegro: 2

Partizan: 1993-1994
Stella Rossa: 1999-2000
- Campionato cinese: 1

Dalian Shide: 2000
- Campionato ungherese: 1

MTK Budapest: 2002-2003
- Supercoppa d'Ungheria: 1

MTK Budapest: 2003